# Palacio de Deportes de Tiflis
El Palacio de Deportes de Tiflis (en georgiano: თბილისის სპორტის სასახლე) es un polideportivo cubierto situado en Tiflis, la capital de Georgia. En el estadio se disputan generalmente partidos baloncesto, balonmano, judo, tenis, boxeo y otros juegos y torneos con una alta asistencia. Construido en 1961, el estadio fue utilizado inicialmente para los juegos de baloncesto del equipo local Dinamo Tiflis y sigue siendo el escenario más grande de baloncesto diseñado de todos los antiguos estados sucesores de la URSS.  El estadio fue renovado en 2007 y se volvió a abrir el 22 de agosto de ese mismo año, cediéndosele los derechos de gestión a un grupo privado con un contrato de 30 años.